# Guérin d'Estriché
Isaac-François Guérin d'Estriché est un comédien français né vers 1636 et mort à Paris le 20 janvier 1728.

## Biographie
Après avoir joué dans la troupe de Philandre dès 1650, il débute au théâtre du Marais en 1672 puis passe à l'hôtel Guénégaud l'année suivante lors de la fusion ordonnée par Louis XIV entre l'ancienne troupe de Molière qui venait de mourir et la troupe du Marais.
Le 31 mai 1677, il épouse Armande Béjart, la veuve de Molière, et devient avec elle sociétaire de la Comédie-Française en 1680. Ils eurent un fils unique, Nicolas Guérin, qui s'essaya au théâtre en réécrivant et complétant une comédie que Molière avait laissée inachevée (Mélicerte) sous le titre Myrtil et Mélicerte, une « pastorale héroïque » en trois actes, mais qui mourut en 1708 à l’âge de trente ans.
Il est frappé d'apoplexie en 1717 et est remplacé au Théâtre Français par Duchemin.

## Rôles
- 1680 : L'École des maris de Molière : Ergaste
- 1680 : Les Femmes savantes de Molière, Comédie-Française : Trissotin
- 1681 : Bérénice de Jean Racine, Comédie-Française : Arsace
- 1702 : Le Double veuvage de Charles Dufresny, Comédie-Française : l’intendant
- 1705 : Idoménée de Prosper Jolyot de Crébillon, Comédie-Française : Sophronyme